# Hr.Ms. Krakatau (1924)
Hr.Ms. Krakatau was een Nederlandse mijnenlegger, gebouwd door het marine-etablissement uit Soerabaja. Het schip is genoemd naar de Indonesische vulkaan Krakatau, die vooral bekend werd door de ongekend zware uitbarsting in 1883.

## DeNautilusvoor de Tweede Wereldoorlog
In april 1930 onderneemt de Krakatau een poging de beschadigde mijnenlegger Jeanne van Tjilatjap naar Soerabaja te slepen. Doordat de Jeanne te veel water maakte mislukt deze poging. Later dat jaar op 27 juli is het de Krakatau die de Nederlandse kruiser Sumatra naar Soerabaja moet slepen. Tijdens een snelheidsproef op 26 juli bij Pasir Poetih breekt er brand uit in ketelruim 3 van de Sumatra, hierdoor kon het schip niet op eigen kracht terugkeren. Op 28 juli arriveren de beide schepen in de haven van Soerabaja.
Op 11 oktober 1932 kapseist de Krakatau in het Oostervaarwater bij Soerabaja.
Instabiliteit is een terugkerend probleem bij schepen die gebouwd zijn door het Marine-Etablissement te Soerabaja. Het kapseizen van het schip werd door de gehele bemanning overleefd. Op 3 december datzelfde jaar werd de Krakatau met eigen middelen gelicht en versleept naar Soerabaja. In Soerabaja werd het schip tijdelijk uit dienst genomen vanwege langdurig onderhoud dat tot 4 september 1934 duurde.

## DeKrakatautijdens de Tweede Wereldoorlog
Bij het uitbreken van de oorlog met Japan was het schip gestationeerd in Soerabaja. Op 15 december 1941 legde de Krakatau samen met de Gouden Leeuw, Soemba een mijnenveld in de buurt van Madoera. Commandant van de Marine in Soerabaja, schout-bij-nacht P. Koenraad vaardigde op 17 februari 1942 de geheime order KPX uit. Deze order is bedoeld voor de mijnenleggers Krakatau en Gouden Leeuw en de mijnenvegers van de 2e divisie mijnenvegers in Nederlands-Indië de Jan van Amstel, Pieter de Bitter, Eland Dubois en Abraham Crijnssen. Bij het krijgen van het sein KPX moesten deze schepen in veiligheid worden gesteld door uit te wijken naar een andere haven.
Tijdens de Slag in de Straat Badung in de nacht van 18 op 19 februari fungeerde de Krakatau als moederschip voor de motortorpedoboten die deelnamen aan de slag. Na de verloren slag keerde de Krakatau terug naar Soerabaja waar het schip werd ingezet voor het vernietigen van de schepen daar. Een van de schepen die tot zinken werd gebracht door de Krakatau was het vrachtschip Kota Radja. Dit schip was voor de kust van het eiland Madoera in het Westervaarwater aangevallen door Japanse vliegtuigen en daarbij in brand gevlogen.
Op 9 maart 1942 werd de Krakatau door de eigen bemanning tot zinken gebracht in het Westervaarwater nabij Batoe Poron.